# Казимов, Орхан Мамедбагир Оглы
Орхан Мамедбагир Оглы Казимов (род. 28 марта 1989 в Москве, СССР) — российский хоккеист. Нападающий сборной России по хоккею. Чемпион зимних Сурдлимпийских игр (2015). Чемпион России по хоккею с шайбой, серебряный призёр чемпионата России по хоккею с шайбой. Заслуженный мастер спорта России, мастер спорта международного класса.
Член сборной команды России с 2014 года. Тренируется в РСООИ «ФСГ г. Москвы» у Петрова Валерия Шакировича.

## Награды и спортивные звания
- Почётная грамота Президента Российской Федерации (8 апреля 2015 года) — за выдающийся вклад в повышение авторитета Российской Федерации и российского спорта на международном уровне и высокие спортивные достижения на XVIII Сурдлимпийских зимних играх 2015 года[2].
- Заслуженный мастер спорта России (2015).